# Street Style
Street Style (Originaltitel: You Got Served) ist ein US-amerikanischer Film des Regisseurs Chris Stokes aus dem Jahr 2004. Der Spielfilm handelt von der Tanzart des Hip-Hop und den dazugehörenden Duellen mehrerer Tanz-Crews. Der Film hatte ein Budget von acht Millionen US-Dollar und spielte weltweit über 48,6 Millionen US-Dollar ein.

## Handlung
David und Elgin sind beste Freunde und die Anführer ihrer Streetdance-Crew in Los Angeles, Kalifornien, wo sie in Street-Dancing-Battles gegen andere Crews um Geld und Respekt antreten. Eine Gruppe reicher Kinder fordert sie heraus und David und Elgin sind sich wegen ihrer Erfahrung des Sieges sicher. Doch ein Überläufer aus ihrer Crew verrät ihre besten Schritte und so verlieren sie. Danach lässt David Elgin hängen, weil er mit seiner Schwester flirtet, woraufhin Elgin allein Drogen transportiert, ausgeraubt und schwer verletzt wird. Daraufhin ist ihre Freundschaft zerrüttet.
Doch muss Elgin nun die Drogen ersetzen. Dafür findet sich die Crew wieder zusammen und nimmt an The Big Bounce, einem Tanzwettbewerb bei MTV, teil.

## Produktion und Veröffentlichung
Der Film wurde 2004 produziert durch Gotta Dance und Ultimate Group Films unter der Regie von Chris Stokes, der auch das Drehbuch schrieb. Für den Schnitt war Earl Watson verantwortlich und die Musik schrieb Tyler Bates.
Der Film kam am 30. Januar 2004 unter dem Titel You Got Served in den USA in die Kinos, vertrieben von Screen Gems. Columbia TriStar Films vertrieb den Film international, mit Ausnahmen der Schweiz und Argentinien. Am 2. September 2004 kam der Film in die deutschen Kinos. Neben Kinostarts in weiteren Ländern Europas und Amerikas wurde der Film auch in Japan, Ungarn, Norwegen und Argentinien auf DVD veröffentlicht.

## Rezeption
Dennis Harvey von der Variety meint, die Tanzeinlagen seien die größte Attraktion des Films. Dagegen sei die Handlung sehr schwach und die Musik einfallslos. Für die BBC schreibt Jamie Russell „…das ist ein wirklich schrecklicher Film. Der Regisseur kann nicht Regie führen. Er kann auch nicht schreiben. Und die Schauspieler können nicht schauspielern. Aber sie können tanzen.“ Als fünfminütiges Musikvideo jedoch wäre der Film hervorragend, die Tänze sind unglaublich.